# George Washington Gale Ferris
Ifj. George Washington Gale Ferris (Galesburg, Illinois, 1859. február 14. – Pittsburgh,   Pennsylvania, 1896. november 22.) amerikai mérnök. Ferris arról nevezetes, hogy ő alkotta meg az első és eredeti óriáskereket az 1893-as chicagói világkiállításra.

## Élete
Ferris Galesburgben (Illinois állam, USA) született, melyet névrokona, George Washington Gale alapított. Ferris ötéves korában családja eladta farmjukat és Carson City-be költöztek (Nevada állam). Később a család Kaliforniába költözött, ahol Ferris a középiskolát végezte. A Rensselaer Polytechnic Institute nevű magán kutatóegyetemen diplomázott 1881-ben, ahol az alapító tagja volt a Chi Phi diákszövetségnek és tagja a Rensselaer Society of Engineers nevű szervezetnek. Ezután karrierjét a vasútiparban kezdte, valamint érdeklődött a hídépítés iránt. Ő alapította a G. W. G. Ferris & Co. nevű társaságot Pittsburghben (Pennsylvania állam), amely vasúti sínekhez és hidak építéséhez vizsgált be és ellenőrzött fémes anyagokat.
Az 1893-as World's Columbian Exposition Világkiállítás híre vonzotta Ferrist Chicagóba. 1891-ben a rendezvény szervezői egy felhívást tettek amerikai mérnökök részére. A cél egy olyan építmény megtervezése és megalkotása volt, mely felülmúlja a párizsi Eiffel-tornyot, ami a korábbi, 1889-es Párizsi Világkiállítás fő attrakciója volt. A tervezők valami eredetit és egyedit szerettek volna a '93-as rendezvényre. Ferris javaslata egy hatalmas kerék volt, melyről a látogatók az egész Világkiállítás területét beláthatják. A terv annyira nagyszabású volt, hogy gyorsan elutasították megvalósíthatatlansága miatt. Ferris azonban nem tágított, néhány héttel később visszatért több elismert mérnök támogatásával, mire a társaság hozzájárult az építkezés megkezdéséhez. Sikerült több helyi befektetőt megnyernie, hogy a négyszázezer dolláros építkezési költséget fedezzék.
A Ferris Wheel azonnali sikert aratott, ahogy megnyílt a kiállítás. Becslések szerint 1-1,5 millió látogatót vonzott, és mindegyikük 50 centet fizetett a húsz perces menetért. A kiállítás vége után Ferris az állította, a vezetőség kirabolta őt és a befektetőket a jogos jussuktól abból a közel 750 ezer dolláros profitból, amit az ő óriáskereke hozott. Ráadásul az olyan üdülőhelyek tulajdonosai, mint például Coney Island, ellopták Ferris ötletét. Az ezt követő két évet pereskedéssel töltötte.
Ferris apja 1895-ben hunyt el, nem sokkal utána maga Ferris is követte, 1896. november 22-én halt meg a pittsburghi Mercy kórházban. Hamvai évekig a pittsburghi krematóriumban maradtak arra várva, hogy valaki jelentkezzen értük.